# Malacatancito
Malacatancito är en kommunhuvudort i Guatemala.   Den ligger i departementet Departamento de Huehuetenango, i den västra delen av landet, 130 km nordväst om huvudstaden Guatemala City. Malacatancito ligger 1 854 meter över havet och antalet invånare är 2 121.
Terrängen runt Malacatancito är lite kuperad. Runt Malacatancito är det ganska tätbefolkat, med 134 invånare per kvadratkilometer. Närmaste större samhälle är Huehuetenango, 12,4 km norr om Malacatancito. I omgivningarna runt Malacatancito växer huvudsakligen savannskog.